# 镇江路
镇江路，元朝时设置的路。
至元十三年（1276年）改镇江府置，治所在丹徒县（今江苏省镇江市）。辖境相当今江苏省镇江、丹徒、丹阳、金坛等市县地。属江浙等处行中书省。至正十六年（1356年），朱元璋改名江淮府。